# تروی گاریتی
تروی گاریتی (انگلیسی: Troy Garity؛ زادهٔ ۷ ژوئیهٔ ۱۹۷۳) یک هنرپیشه اهل ایالات متحده آمریکا است.
از فیلم‌ها یا برنامه‌های تلویزیونی که وی در آن نقش داشته است می‌توان به جوخه گانگستر، پس از غروب، روی گلدن پاند، آفتاب، تئوری توطئه، راهزنان، خرابکاری، آیشمان، لیک سیتی، دکتر خوب، این فیلم را بدزدید!، آسمان سرخ و موجودات بالدار اشاره کرد.